# Tuyệt thực

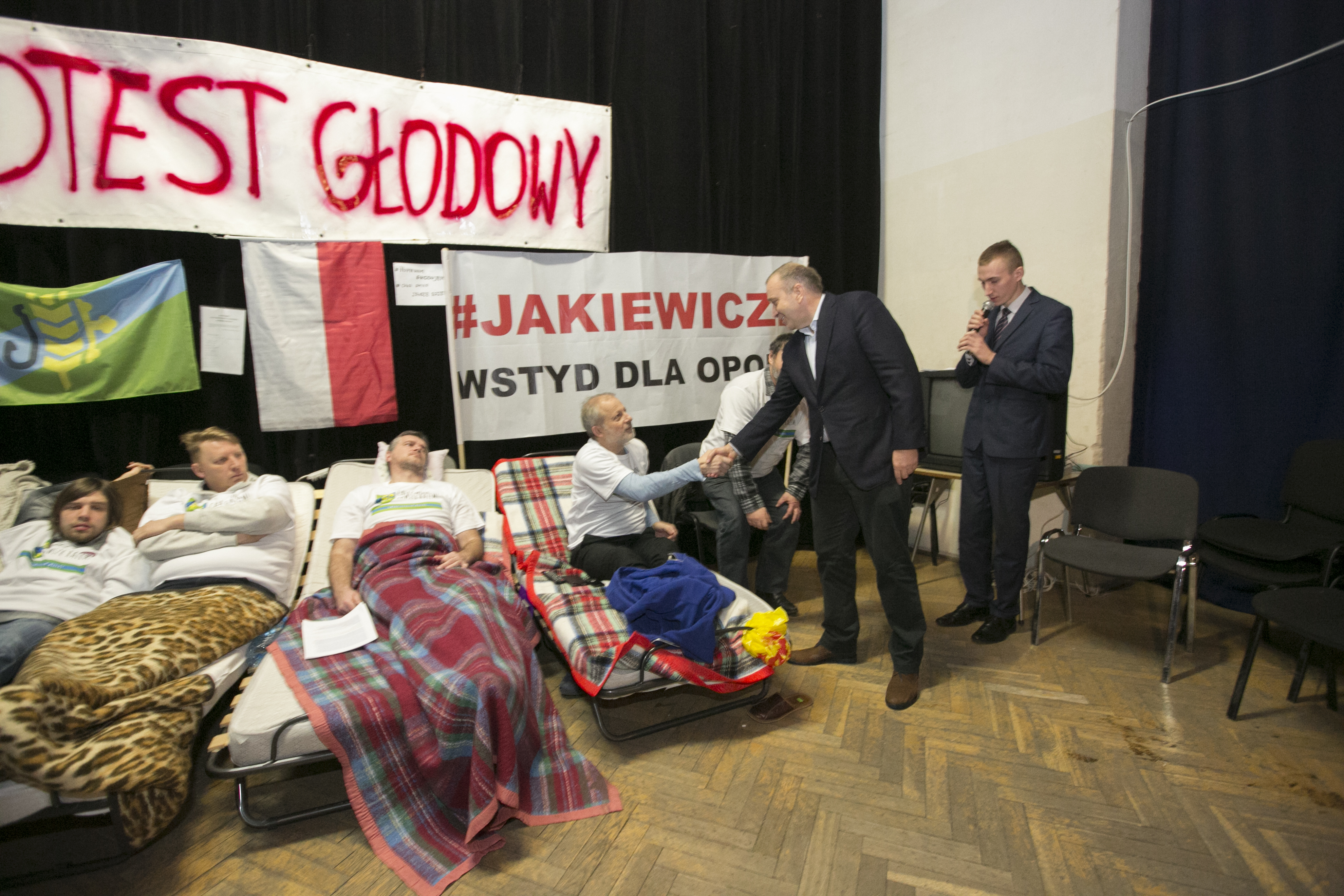
Một cuộc tuyệt thực ở Ba Lan

Tuyệt thực (tuyệt thực là chữ Hán việt, "tuyệt" nghĩa là chấm dứt còn "thực" nghĩa là ăn, tuyệt thực là chấm dứt việc ăn). Thông thường tuyệt thực là một cách biểu tình tạo áp lực không có vũ lực. Những người tham gia sẽ nhịn ăn để lên án chống lại chính trị hoặc để khích động người dân. Mục đích của các cuộc tuyệt thực là nhằm thay đổi các chính sách của quốc gia.
Các cuộc tuyệt thực thường là chỉ uống nước để có thể sống qua ngày nhưng không ăn gì hết. Các cuộc tuyệt thực phải được diễn ra trước công chúng và công khai nếu không thì sẽ không có tác dụng. Trong trường hợp những người tham gia cuộc tuyệt thực bị bắt giam. Chính phủ sẽ bắt họ ăn (ép ăn) để nhằm mục đích chống lại và kết thúc cuộc tuyệt thực.

## Thời kỳ đầu
Tuyệt thực là một cách được dùng để chống lại sự không công bằng ở Ireland trước công nguyên, thời đó nó được biết tới bằng cái tên Troscadh hoặc Cealachan. Nó được viết chi tiết trong quyền công thời đó, và một số luật lề được làm theo. Những người dùng phương pháp tuyệt thực thường nhịn ăn trước cửa nhà của những người gây nên cuộc tuyệt thực. Các nhà thông thái suy luận họ làm vậy vì tầm quan trọng của sự mến khách trong xã hội là không nhỏ và nếu có người chết trước cửa thì người chủ nhà bị coi như là mất danh dự. Một số người khác nói rằng các cuộc tuyệt thực chỉ kéo dài trong vòng một ngày, vì chưa có tài liệu nào nói về những người tham gia cuộc tuyệt thực mà chết ở Ireland trước công nguyên. Các cuộc tuyệt thực thời đó đa số vì bị nợ hoặc đòi lại quyền lợi đã bị đánh mất. Một số truyền thuyết nói về thánh Patrick, thánh bảo hộ của Ireland, đã từng dùng tuyệt thực.
Ở Ấn Độ, truyền thống nhịn ăn để phán đối, khi những người tham gia (đa số là người bị mắc nợ) nhịn ăn ở trước cửa một ông trùm hoặc đảng viên nào đó trước công chúng để đòi quyền công bằng. Truyền thống này đã bị hủy bỏ bởi chính phủ Ấn Độ vào năm 1861; điều này nói lên sự thịnh hành của các cuộc tuyệt thực trước khi bị cấm, hoặc ít nhất là nhiều người biết về nó. Truyền thống này của người Ấn Độ là rất cổ xưa, bắt nguồn từ khoảng năm 750 tới 400 trước công nguyên. Nó được tài liệu nhắc tời qua cuốn thơ Valmiki Ramayana, được viết vào khoảng những năm đó. Tuyệt thực được nhắc tới một cách rõ ràng hơn trong cuốn Ayodhya Kanda, (cuốn thứ hai trong cuốn Ramayana), trong chương Sarga 103. Bharata đã hỏi người bị lưu đày tên, Rama, trở về để thống trị vương quốc. Bharata thử nhiều cách để thuyết phục Rama nhưng vô hiệu lực. Cuối cùng Baharata quyết định dùng cách tuyệt thực. Ông gọi người đánh xe ngựa, Sumantra, mang tới cho ông cỏ Kusha, một loại cỏ linh thiêng đối với người Ấn Độ (Sumantra đã không làm vậy thì đang mải mê nhìn mặt của Rama, vì vậy Bharata phải tự lấy cho mình). Ông tuyệt thực trước mặt Rama nhưng Rama chẳng mấy chốc đã thuyết phục ông từ bỏ ý định đó. Rama nhắn tới tuyệt thực là một truyền thống của cuốn brahmanas.